# SN 2006rq
SN 2006rq – supernowa typu II odkryta 9 listopada 2006 roku w galaktyce A084322-0334. Jej maksymalna jasność wynosiła 19,74m.